# Gaguari
Gaguari (łac. Diocesis Gaguaritanus) – stolica historycznej diecezji w Cesarstwie rzymskim w prowincji Byzacena, współcześnie w Tunezji. Obecnie katolickie biskupstwo tytularne.

## Biskupi tytularni
| Lp. | Biskup                      | Funkcja                                | Od                   | Do                |
| --- | --------------------------- | -------------------------------------- | -------------------- | ----------------- |
| 1   | Mário Roberto Emmett Anglim | biskup-prałat Coari (Brazylia)         | 23 marca 1966        | 13 kwietnia 1973  |
| 2   | Diego Gutiérrez Pedraza     | biskup-prałat Cafayate (Argentyna)     | 10 października 1973 | 3 listopada 1977  |
| 3   | Sixto Parzinger             | wikariusz apostolski Araucanía (Chile) | 17 grudnia 1977      | 19 listopada 2001 |
| 4   | Francisco Moreno Barrón     | biskup pomocniczy Morelia (Meksyk)     | 2 lutego 2002        | 28 marca 2008     |
| 5   | Manuel Aurelio Cruz         | biskup pomocniczy Newark (USA)         | 9 czerwca 2009       |                   |